# Ichneumon lotatorius
Ichneumon lotatorius là một loài tò vò trong họ Ichneumonidae.